# Замбужейра-ду-Мар
Замбужейра-ду-Мар (порт.  Zambujeira do Mar) — фрегезия (район) в муниципалитете Одемира округа Бежа в Португалии. Территория — 42,96 км². Население — 844 жителей. Плотность населения — 19,6 чел/км².